# Konstantin Koczetow
Konstantin Aleksiejewicz Koczetow, ros. Константин Алексеевич Кочетов (ur. 17 marca 1932 we wsi Lew Tołstoj) – radziecki wojskowy, generał armii (29 kwietnia 1988).

## Życiorys
W latach 1944–1950 był kadetem Tambowskiej Suworowskiej Szkoły Wojskowej, następnie w latach 1950–1952 podchorążym Lwowskiej Wojskowej Szkoły Piechoty im. Mykoły Szczorsa. W latach 1952–1959 pełnił służbę jako dowódca plutonu, następnie kompanii w grupie wojsk radzieckich w Niemczech. Następnie w latach 1959–1962 był szefem sztabu batalionu w Dalekowschodnim Okręgu Wojskowym. W latach 1962–1965 studiował w Wojskowej Akademii im. M. Frunzego.
Od 1965 do 1970 był zastępcą dowódcy pułku, następnie dowódcą pułku w Północnokaukaskim Okręgu Wojskowym. W latach 1970–1971 – szef sztabu dywizji w Północnokaukaskim Okręgu Wojskowym. Od 1971 do 1973 ponownie na studiach – w Wojskowej Akademii Sztabu Generalnego Sił Zbrojnych ZSRR im. K. E. Woroszyłowa.
W 1973 objął dowództwo 24 Dywizji Zmechanizowanej („Żelaznej”), a w 1975 31 Korpusu Armijnego w Zakaukaskim Okręgu Wojskowym. W 1977 został dowódcą 7 Gwardyjskiej Armii. W 1979 przeniesiony na stanowisko I zastępcy dowódcy Nadbajkalskiego Okręgu Wojskowego. W 1982 objął dowództwo Południowej Grupy Wojsk. W 1985 przeniesiony na takie samo stanowisko do Zakaukaskiego Okręgu Wojskowego.
Od 4 maja 1988 do stycznia 1989 – dowódca Moskiewskiego Okręgu Wojskowego.
1989–1991 – I wiceminister obrony ZSRR. Na czele dowodzonych przez siebie oddziałów wojskowych, wspólnie z generałem Igorem Rodionowem nakazał rozpędzić demonstrację w Tbilisi 9 kwietnia 1989. Wsparł Państwowy Komitet Stanu Wyjątkowego w sierpniu 1991 i za to w listopadzie 1991 został przeniesiony do rezerwy.
Żonaty, żona Lina, nauczycielka; syn – Aleksiej, ur. 1960, technolog chemiczny.
Nagrody państwowe: Ordery Czerwonego Sztandaru, Czerwonej Gwiazdy, Za Służbę Ojczyźnie w Siłach Zbrojnych ZSRR III stopnia, medale.
Deputowany ludowy ZSRR (1989–1991).